# Fleming (Missouri)
Fleming és una població dels Estats Units a l'estat de Missouri. Segons el cens del 2000 tenia 122 habitants.

## Demografia
Segons el cens del 2000, Fleming tenia 122 habitants, 47 habitatges, i 33 famílies. La densitat de població era de 87,2 habitants per km².
Dels 47 habitatges en un 38,3% hi vivien nens de menys de 18 anys, en un 61,7% hi vivien parelles casades, en un 10,6% dones solteres, i en un 27,7% no eren unitats familiars. En el 23,4% dels habitatges hi vivien persones soles el 8,5% de les quals corresponia a persones de 65 anys o més que vivien soles. El nombre mitjà de persones vivint en cada habitatge era de 2,6 i el nombre mitjà de persones que vivien en cada família era de 3,06.
Per edats la població es repartia de la següent manera: un 25,4% tenia menys de 18 anys, un 4,9% entre 18 i 24, un 31,1% entre 25 i 44, un 24,6% de 45 a 60 i un 13,9% 65 anys o més.
L'edat mediana era de 38 anys. Per cada 100 dones de 18 o més anys hi havia 97,8 homes.
La renda mediana per habitatge era de 35.625 $ i la renda mediana per família de 60.625 $. Els homes tenien una renda mediana de 47.500 $ mentre que les dones 22.500 $. La renda per capita de la població era de 15.697 $. Entorn del 3,1% de les famílies i l'11,2% de la població estaven per davall del llindar de pobresa.

## Poblacions més properes
El següent diagrama mostra les poblacions més properes.